# Mohamed Dennoun
Mohamed Amine Dennoun (Marsella, Francia, 9 de mayo de 1986), futbolista francés, de origen argelino. Juega de mediocampista y su actual equipo es el Amiens SC de la Ligue 2 de Francia. 

## Clubes
| Club                  | País    | Año       |
| --------------------- | ------- | --------- |
| Olympique de Marsella | Francia | 2005-2007 |
| FC Libourne           | Francia | 2007-2008 |
| Olympique de Marsella | Francia | 2008-2009 |
| Amiens SC             | Francia | 2009-2010 |